# Deadly Class
Deadly Class è una serie regolare a fumetti statunitense ideata e scritta da Rick Remender e disegnata da Wes Craig, pubblicata dalla casa editrice indipendente Image Comics. Il primo numero viene distribuito il 22 gennaio 2014.
La storia inizia nell'America reaganiana di fine anni ottanta è ha come protagonista un adolescente orfano e vagabondo (un "homeless") di nome Marcus Lopez Arguello. Dopo aver tentato il suicidio viene avvicinato da una misteriosa ragazza asiatica, che lo porta nella scuola segreta Kings Dominion Atelier of the Deadly Arts, un istituto clandestino che ha il compito di addestrare coloro che sono destinati a divenire i più brutali e letali assassini del mondo.
L'autore porta il lettore attraverso una lettura insolita degli anni ottanta filtrata (e distorta) dagli ambienti più degradati e malfamati della società capitalistica per eccellenza. Qui il perbenismo e il sogno dell'American way mostra il suo lato più oscuro, incarnandosi in una nuova generazione di assassini creati per l'élite e disposti a tutto nel nome del profitto di organizzazioni criminali, famiglie dell'alta società e agenzie governative.
Un adattamento televisivo, sempre ideato da Remender, viene trasmessa su Syfy dal 16 gennaio 2019.

## Trama
La storia di dipana attraverso archi narrativi, ognuno raccolto in volume brossurato (o Trade Paperback). Finora ne sono stati pubblicati 10 di cui il primo è Reagan Youth.

### Reagan Youth (o "Gioventù reaganiana")
Il protagonista è un adolescente di nome Marcus Lopez Arguello nato in Nicaragua, ma emigrato con i genitori negli Stati Uniti all'età di 5 anni. Il padre aveva collaborato con le forze statunitensi in seguito all'appoggio dato dal presidente Ronald Reagan ai Contras per cercare di rovesciare il governo socialista. In seguito ai crimini di guerra commessi dai Contras il padre ottiene rifugio in USA. I genitori di Marcus perdono però la vita, uccisi da una donna con problemi psichiatrici che, buttandosi da un ponte, li travolge. Quella donna si trovava fino a poco tempo prima in un ospedale psichiatrico, ma in seguito ai tagli di Reagan alla sanità, l'istituto ha chiuso e non è più stata curata. Marcus viene quindi affidato ad un istituto per minori dove subisce atti di bullismo e abusi. Quando l'edificio prende fuoco e molti al suo interno, tra funzionari e ragazzi, muoiono tra le fiamme, Marcus si salva diventando un adolescente vagabondo. Le autorità sono inoltre sulle sue tracce perché ritenuto possibile colpevole dell'incendio doloso. Dopo aver provare a vivere ai margini della società mischiandosi a numerosi senza tetto di San Francisco, comincia a maturare la convinzione che la sua vita non abbia senso e tenta di suicidarsi, ma senza mai riuscirci. Il suo vagabondare è però osservato da una misteriosa ragazza asiatica di nome Saya: si tratta di una studentessa di una scuola segreta, la Kings Dominion Atelier of Deadly Arts. Il compito di questa antica istituzione è quello di creare gli assassini più letali e brutali del mondo e il suo preside Master Lin ha posto la sua attenzione su Marcus intravedendo in lui un potenziale notevole per divenire uno degli assassini più letali. Si tratterebbe però di un'eccezione in quanto la scuola addestra principalmente adolescenti di organizzazioni criminali, famiglie malavitose, o individui sponsorizzati dagli stessi governi. All'ombra delle istituzioni, e complice con esse, si è sviluppata nei secoli una scuola clandestina e fuorilegge che serve ad addestrare un gruppo di killer al servizio dell'elite politica, criminale o finanziaria. Marcus, sentendo di non avere alternative, accetta di diventare uno studente della scuola di "Arti Mortali". Il motivo che lo spinge verso questa scelta e la motivazione per continuare a vivere gli viene data da un obiettivo che, diventando un killer professionista, può raggiungere. Il proposito della sua vita diviene l'arrivare ad assassinare l'uomo che gli ha (indirettamente) rovinato la vita e che rappresenta una minaccia per la pace e la parte più povera della società, ovvero il Presidente degli Stati Uniti Ronald Reagan. Inizialmente Marcus viene isolato all'interno della scuola, in quanto gli studenti sono divisi in gruppi organizzati. Ci sono: i Preps, figli di famiglie ricche o di leader politici e agenzie quali CIA e FBI (il loro capo è Kendal), i Dixie Mob, figli dei leader della Fratellanza ariana e di gruppi di estrema destra (il capo è Brandy), i Soto Vatos, sudamericani legati ai cartelli della droga (il capo è Chico), i Jersey Kings, figli di personaggi mafiosi e famiglie affiliate, i Final World Order, ragazzi afroamericani provenienti dalle gang, i Kuroki Syndacte, ragazzi asiatici soprattutto imparentati con le famiglie Yakuza (il loro capo è Saya). Marcus però trova ben presto una sua collocazione in quanto, come in tutte le scuole, c'è un gruppo di emarginati o come li chiama lui i Disinfrenchised, quelli che si radunano "retro della scuola", i Freaks. In questo gruppo vi ritrova anche Willie il leader degli afroamericani, gli altri hanno diversa provenienza e spesso un passato turbolento e pieno di abusi. Marcus viene accolto senza remore, anche perché ha la fama di essere un sociopatico a cui piace dare fuoco alle persone. Inoltre per lui prova una certa simpatia anche Saya e Maria, che però è la fidanzata di Chico, considerato lo studente più pericoloso della scuola. Il test di ammissione consiste nel compiere un omicidio, ma bisogna uccidere una persona che si meriti di morire e questo deve essere provato oltre ogni dubbio. Marcus decide di assassinare, insieme a Willie (a cui è stato abbinato), un senza tetto veterano della guerra del Vietnam il quale si vanta di aver sterminato un intero villaggio che dava riparo ai Vietcong. Il maestro Lin non è però soddisfatto della scelta della vittima in quanto stando alle ricerche condotte dall'Istituto si tratta di un eroe di guerra e non vi è documentazione di crimini contro l'umanità. Però si tiene conto dell'attenuante che prassi comune da parte dell'esercito quella di coprire operazioni militari che hanno portato all'indiscriminata morte di civili.
Marcus viene messo in punizione, ma gli amici che si è fatto tra gli studenti lo fanno uscire segretamente dalla scuola per recarsi a Las Vegas. Il gruppo è formato da Saya (di cui è infatuato), Billy (il suo più caro amico tra gli outsider), Willie, e Maria che si è innamorata di lui e non si sente veramente parte del gruppo di Chico. Billy lo vuole con loro per uccidere suo padre, giocatore d'azzardo patologico, alcolizzato e violento che ha rovinato la sua vita e quella della madre. Una volta arrivati nella Città del Peccato, Marcus assume troppi acidi e cade in uno stato di allucinazione cronica che non gli permette di rimane ancorato alla realtà. Si ritrova quindi, inconsapevolmente, ad aiutare Billy in un parricidio, e nella camera di Maria, dove viene sedotto dall'avvenente sudamericana. I due vengono però sorpresi da Chico che ha voluto seguire la sua fidanzata e ora è pronto a eliminare Marcus, ma Maria reagisce e lo uccide. I problemi aumentano in quanto il gruppo è stato seguito da San Francisco anche dal suo ex-compagno di stanza all'istituto Sunset Boy's Home, un maniaco violento e pervertito che è sopravvissuto all'incendio, anche se ne è rimasto sfigurato in faccia. Ora vuole vendicarsi di Marcus, ma si trattiene in quanto lo vede in preda a sostanze stupefacenti e sapendo che frequenta una scuola per sicari. Comunica a lui e ai suoi compagni di allenarsi bene, perché quando lo affronterà per ucciderlo lo vuole lucido e nel pieno delle forze. Come souvenir si porta via il cadavere di Chico, il figlio di uno dei narcotrafficanti più temuti al mondo. Il ritorno a San Francisco porta il gruppo a ripensamenti e timori per il futuro, ma Marcus la pensa diversamente. Si è finalmente ripreso dopo l'abuso di stupefacenti e si sente in pace con sé stesso, in mezzo a quei ragazzi si sente a casa e «guardando il tramonto finalmente vuole (nuovamente) tornare a vivere,...in un luogo impregnato di morte».
Deadly Class segue quindi gli studenti dell'accademia e molte delle loro eventuali cadute.

### Kids of the Black Hole (o "I Ragazzi del buco nero")

Copertina della raccolta "100 Panini Comics HD - Deadly Class 2". Disegno di Wes Craig. Da sinistra sono rappresentati Willie, Billy, Marcus, Maria e Saya. Si specchiano nelle loro versioni da bambini, già avvolte dall'oscurità. Edizione italiana © 2016 Panini S.p.A.

La storia del secondo arco narrativo si svolge nel 1988, l'anno successivo all'ingaggio di Marcus nella "scuola per giovani assassini". Dopo gli avvenimenti di Las Vegas comincia a farsi un gruppo di amici fidati, trova lavoro presso una fumetteria e ha una splendida ragazza latina quale Maria (la ex di Chico) con la quale ha un'intensa relazione. Per la prima volta da tempo immemore sente che la sua depressione sembra alleviarsi, ma le pressioni della sua nuova situazione di vita non mancano. Dopo la morte di Chico vi è il timore della (certa) ritorsione del padre, uno dei più feroci boss dei cartelli della droga sud americani. A questo si aggiunge lo squilibrio emotivo che ha colpito Maria dopo che ha ucciso Chico e che la porta ad avere momenti di euforia (indotti da alcool e stupefacenti) a periodi di depressione e paranoia. Tra le conseguenze vi è una forte gelosia che esplode nel momento in cui vede il buon rapporto di amicizia nato tra Saya e Marcus il quale si sente da sempre attratto dalla giovane esponente della Yakuza. Difatti è a lei che si rivolge per indagare sul suo ex-compagno di stanza all'istituto minorile. Saya scopre che vive a Tenderloin insieme ad un gruppo di suoi parenti ed amici, tanto pericolosi e pervertiti quanto lui, il suo nome è Chester Wilson ed è conosciuto come Fuckface. Sanno che è lui ad avere il cadavere di Chico e ha già giurato vendetta nei confronti di Marcus, responsabile di avergli sfigurato la faccia e tentato di ucciderlo. Il maestro Lin si sta inoltre muovendo per indagare sulla strana scomparsa di Chico, consapevole della possibile ritorsione del padre. Pare che i suoi sospetti ricadano su Marcus e ha incaricato il suo compagno di stanza Shabnam di spiarlo. Nonostante si dimostri amichevole e innocuo (ma nessuno lo è alla scuola) Shabnam compie scrupolosamente il compito, trova il diario di Marcus e lo consegna a Lin. Saya e Marcus decidono che devono intervenire prima che Fuckface tiri fuori il cadavere di Chico e crei altri problemi. Insieme al gruppo che era a Las Vegas decidono di eliminarlo insieme agli zotici con cui vive. All'agguato partecipa il gruppo che era a Las Vegas, quindi Billy, Willie, Maria, Marcus e Saya. A loro si aggiunge Lex, un membro della scuola esperto in esplosivi. Il giorno prima dell'attacco a Tenderloin, la vita di Marcus subisce una svolta. Dopo aver accettato l'invito di Saya ad un concerto degli Adolescents, autori di Kids of the Black Hole (da cui il titolo del secondo story-arc della serie), i due si ubriacano e fanno l'amore. L'indomani Marcus arriva tardi al lavoro e risente pesantemente dei sintomi della sbornia, il proprietario lo licenzia dopo aver visto le condizioni in cui si è presentato e il modo in cui ha trattato la clientela. La sera stessa vi è l'agguato al rifugio di Fuckface e i suoi compari. Marcus e Saya hanno pianificato un attacco a sorpresa utilizzando come diversivo degli esplosivi ma quando entrano nell'appartamento è apparentemente vuoto. Fuckface li stava aspettando e la situazione si ribalta trasformandosi in un agguato. I suoi uomini escono da nascondigli dentro i muri e comincia una furibonda lotta corpo a corpo. Anche se per poco il gruppo della Kings Dominion ha la meglio. Marcus affronta il suo tormentatore nelle cantine dove lo uccide usando un cane inferocito che teneva prigioniero. In quella stessa stanza trova un frigo con la testa di Chico, la missione sembra essere compiuta.

## Personaggi
- Marcus Lopez Arguello: nato in Nicaragua, si trasferisce negli Stati Uniti all'età di 5 anni. La sua famiglia è stata costretta ad abbandonare il paese in quanto il padre poliziotto ha collaborato con il governo di Reagan appoggiando le truppe paramilitari dei Contras. I suoi genitori, appena arrivati nel "Paese delle opportunità", rimangono coinvolti nel suicidio di una persona con disturbi mentali e Marcus si ritrova in un istituto per minori dove è vittima di abusi e bullismo. Qui comincia a soffrire di ansia e cerca di trovare sollievo nell'uso di ogni tipo di droga o stimolante. La terapista gli diagnostica una "paranoia emozionale", Marcus crede che ogni relazione umana si basi sull'ipocrisia e la manipolazione. Per questo analizza costantemente il comportamento di chi gli sta intorno ascoltando attentamente ogni singola frase per cercare di reagire nella maniera corretta e dare una buona impressione. Passa intere notti a rivedere mentalmente le sue giornate per capire dove può essersi sbagliato nell'agire in un determinato modo piuttosto che in un altro. Dopo l'incendio che distrugge l'istituto (di cui è sospettato) diventa un "homeless", vive per strada osservando e sprofondando nel lato più oscuro del Sogno americano. Detesta ciò che è diventato e la società in cui vive, per questo motivo tenta il suicidio. La possibilità che gli viene offerta di entrare nella Kings Dominion Atelier of the Deadly Arts gli salva la vita dandogli la possibilità di avere un obbiettivo nella vita: diventare un assassino professionista. Il suo scopo finale è di assassinare colui che ritiene colpevole di aver rovinato la sua vita e la società che lo circonda, ovvero Ronald Reagan.
- Saya Kuroki: viene da una potente famiglia della Yakuza giapponese, è il leader del Sindacato Kuroki della Kings Dominion. Del gruppo fanno parte studenti provenienti dal Giappone e che la riconoscono come colei che ha più potenziale e disciplina per diventare uno dei più letali assassini del Sol Levante. Saya è la prima studentessa con cui viene in contatto Marcus ed ha ricevuto il compito di osservarlo da parte del Maestro Lin. Marcus prova da subito una certa attrazione nei confronti della ragazza. La sua arma preferita è una katana, che è stata tramandata attraverso la sua famiglia.
- Willie Lewis è il leader del Final World Order (F.W.O.) del King's Dominion ed è uno dei migliori amici di Marcus. Willie è un tiratore scelto specializzato in armi da fuoco ed è stato mandato alla scuola dalla madre che vuole che un giorno prenda il posto del padre nella sua gang di afroamericani. Willie si è fatto la falsa reputazione di essere uno spietato assassino in quanto si dice che ancora bambino ha ucciso i membri di una gang rivale, dopo che sotto i suoi occhi avevano trucidato il padre. La verità, confessata a Marcus, è che è stato suo zio ad intervenire e poi gli ha dato la pistola affinché cominciasse ad avere una reputazione nell'ambiente. In realtà non ha mai ucciso nessuno e non vuole neppure farlo.
- Maria Esperanza Salazar: di origine sudamericana (come Marcus) è affiliata al gruppo di studenti Soto Vatos di cui fanno parte ragazzi provenienti dai Cartelli della Droga. Fidanzata per necessità con Chico, il loro leader nella Scuola e figlio di uno dei più temuti e potenti narcotrafficanti del mondo. Viene adottata dalla sua famiglia quando è ancora una ragazzina e viene da subito usata per commettere attentati e omicidi e poi è costretta a mettersi con Chico che si è ossessionato di lei. Per lei la sua vita è una prigione e detesta Chico e la sua famiglia. Quando arriva Marcus si innamora di lui e lo vede un mezzo per affrancarsi, ma Chico si accorge di questi sentimenti e tenta quindi di ucciderlo. La rabbia accumulata da Maria è tale che arriva a colpire a morte il suo fidanzato sia per difendere Marcus sia come rivalsa. La sua arma di preferenza è un ventaglio a mano foderato di lame affilate. Lo usa per recidere la carotide del suo avversario usando la velocità e l'agilità che possiede di natura e sta sviluppando con l'allenamento.
- Il Maestro Lin è lo spietato preside.
- Viktor è un bruto russo che è il figlio dell'assassino personale di Joseph Stalin. Viktor utilizza la sua forza bruta per sopraffare i suoi avversari.
- Petra Yolga è una ragazza goth che viene da un culto della morte. Petra è specializzata in veleno e ha conseguito onori in una classe a causa di questo.
- Shabnam è un ragazzo corpulento e nerd che è l'ex compagno di stanza di Marcus. Essendo figlio di un ricco banchiere, Shabnam usa il suo intelletto e il suo spirito per vincere strategicamente battaglie.
- Brandy Lynn è una bella del sud ed è conosciuta come la figlia di un famoso neonazista che ha assassinato decine di attivisti per i diritti civili. È considerata rumorosa, razzista e un generico confidente confederato. Brandy è abile nel combattimento corpo a corpo, ed è stata vista utilizzando vari tiri e pinze che la rendono un avversario mortale.
- Billy Bennett è uno dei migliori amici di Marcus. È gentile e ha bisogno di aiuto per uccidere suo padre. Sembra amichevole e divertente, e gli piace andare sullo skate.
- Kelly "Grogda" è la fidanzata di Shabnam che ha sedotto Marcus a un certo punto.
- Shawn Parcel
- Chico Salazar è il leader del Soto Vatos, ex fidanzato di Maria.
- Kendall è l'ex fidanzata di Stephen. È una delle studentesse che ha aiutato Marcus nel primo numero.
- Stephen è l'ex fidanzato di Kendall. Tutto ciò che vuole è essere uno dei migliori studenti della King's Dominion.
- Tosawhi è uno dei nuovi studenti. Agli altri non piace molto, ma a lui non sembra importare. Come Billy, va sullo skate.
- Quan è uno dei nuovi studenti. È sia orgoglioso che arrogante. Tenta di connettersi con Saya, ma alla fine si arrende.
- Helmut è uno dei nuovi studenti. È tedesco, ama il metal e altre cose "hardcore".
- Zenzele è una nuova studente. È un po' strana e Brandy non le piace affatto. Scrive molte lettere ai suoi genitori.

## Cronologia
- 1979: Maria Eperanza è una bambina che vive con i suoi genitori a Juarez (Messico). Suo padre compie l'errore di rubare della droga ad uno spietato narcotrafficante conosciuto come El Alma del Diablo, il padre Chico Salazar. La sua vendetta è inesorabile, la madre di Maria viene bruciata viva e il padre crocifisso. Vorrebbe anche uccidere la figlia, ma il piccolo Chico interviene perché lei è una sua amica di scuola e convince il padre che potrebbe tornare utile nelle loro operazioni di contrabbando. Col tempo viene cresciuta in famiglia e obbligata a compiere crimini. Da adolescenti Chico si innamora di lei (che cova ancora vendetta) e la vuole con sé quando il padre lo iscrive alla Scuola Kings Dominion delle Arti Letali.
- Primi anni ottanta: Marcus ancora bambino deve fuggire con la madre e il padre negli Stati Uniti, abbandonano la loro nazione d'origine: il Nicaragua. Suo padre era un poliziotto che collaborava con il Governo di Ronald Reagan che, segretamente, arma il gruppo paramilitare di controrivoluzionari denominati Contras. Questi avevano il compito di opporsi con ogni mezzo al governo del Fronte Sandinista di Liberazione Nazionale, ritenuto pericoloso in quanto fautore di politiche comuniste e quindi vicino al blocco sovietico. L'appoggio ai Contras trascinerà l'amministrazione Reagan nello scandalo Irangate. Appena arrivati negli USA i suoi genitori rimangono uccisi in quanto coinvolti casualmente in un suicidio di una donna disturbata mentalmente. Fino a poco tempo prima si trovava in una casa di cura, ma in seguito ai tagli alla sanità di Reagan, il centro è stato chiuso e si è quindi ritrovata senza cura e custodia. Marcus diviene un orfano e di questo e della piega che ha preso la sua vita dà la colpa al Presidente degli Stati Uniti.
- marzo 1986: Marcus, dalla morte dei genitori è rinchiuso in un istituto per minori governato dalla direttrice Ranks. Nonostante sia una fervente cristiana sfrutta i ragazzi che ha in custodia facendoli lavorare anche 10 ore al giorno in lavori di sartoria. Oltre a questo Marcus deve subire le angherie e il bullismo rampante all'interno dell'istituto. Il suo più assiduo tormentatore è il suo compagno di stanza, Chester, un ragazzo disturbato e sadico che è arrivato ad uccidere il padre. Marcus prepara nel tempo l'evasione, accumulando degli aghi che vanno a ricoprire una piccolo ordigno esplosivo ricoperto. Il piano viene attuato l'uno marzo 1986 quando chiama le guardie in stanza e fa deflagrare l'ordigno, ferendole gravemente, anche Chester viene coinvolto rimanendo sfigurato. Marcus uccide le guardie con una loro pistola e poi libera tutti i ragazzi, ma l'istituto prende fuoco. Pare che sia causato dallo stesso Chester che nelle fiamme si aggira per l'edificio e uccide chiunque si trovi di fronte. Solo Marcus riesce a salvarsi e diverrà il primo sospettato per l'accaduto. A sua insaputa si salva anche Chester (poi conosciuto come Fuckface) il quale porta con sé la direttrice Ranks per potersi vendicare di ciò che anche lui ha subito in quel posto. La terrà reclusa come un animale in gabbia nella cantina di un appartamento a Tenderloin, dove andrà a vivere con alcuni suoi cugini e altri compari.

## Raccolte originali
| Titolo                                        | Materiale           | Data di pubblicazione |
| --------------------------------------------- | ------------------- | --------------------- |
| Deadly Class – Vol. 1: Reagan Youth           | Deadly Class #1–6   | 16 luglio 2014        |
| Deadly Class – Vol. 2: Kids of the Black Hole | Deadly Class #7–11  | 18 marzo 2015         |
| Deadly Class – Vol. 3: Snake Pit              | Deadly Class #12–16 | 7 ottobre 2015        |
| Deadly Class – Vol. 4: Die for Me             | Deadly Class #17–21 | 3 agosto 2016         |
| Deadly Class – Vol. 5: Carousel               | Deadly Class #22–26 | 15 marzo 2017         |
| Deadly Class – Vol. 6: This Is Not the End    | Deadly Class #27–31 | 26 dicembre 2017      |
| Deadly Class – Vol. 7: Love Like Blood        | Deadly Class #32–35 | 28 agosto 2018        |
| Deadly Class – Vol. 8: Never Go Back          | Deadly Class #36–40 | 16 aprile 2019        |

## Edizione italiana
L'edizione italiana viene distribuita da Panini Comics all'interno della collana Panini Comics 100% HD con raccolte in volumi brossurati (o Trade Paperback). In occasione dell'uscita della serie televisiva ispirata al fumetto, viene pubblicata un'edizione speciale del primo volume la cui copertina presenta un'immagine fotografica che ripropone una delle locandine della serie televisiva. Quest'edizione speciale prevede la rilegatura cartonata e viene distribuita dal febbraio 2019.
- Deadly Class 1 - Sovracover serie TV, Rick Reminder e Wes Craig, 17x26, C., 176 pp., col., febbraio 2019.

## Altri media

### Adattamento televisivo
Il 21 luglio 2016 venne annunciato che i fratelli Anthony e Joe Russo avrebbero realizzato un adattamento televisivo, Remender, i fratelli Russo, Miles Feldsott e Mike Larocca sono i produttori esecutivi, mentre Adam Targum lo showrunner. Alla fine di settembre 2017, venne riferito che Syfy aveva dato l'ordine di produrre l'episodio pilota della serie. Mesi dopo, venne annunciati che l'episodio era stato accettato. Alla fine di maggio 2018, fu annunciato che Mick Betancourt avrebbe agito come produttore esecutivo e co-showrunner, sostituendo Targum dopo le differenze creative.
Il 6 ottobre 2018 fu annunciato che la serie sarebbe stata presentata in anteprima il 16 gennaio 2019.
Benedict Wong, Benjamin Wadsworth, Lana Condor, Michel Duval e María Gabriela de Faría sono tra gli attori protagonisti della serie.
La serie è stata cancellata dopo la prima stagione, che è disponibile in Italia sulla piattaforma streaming a pagamento Starz Play.